# Кинг, Ледли
Ле́дли Бре́нтон Кинг (англ. Ledley Brenton King; 12 октября 1980, Лондон) — английский футболист, защитник. Всю карьеру провёл в клубе «Тоттенхэм Хотспур», занимал должность капитана команды.

## Клубная карьера
Ледли Кинг присоединился к «Тоттенхэму» в июле 1997 года, а со следующего года он начал свою профессиональную карьеру в клубе. Его дебют состоялся в мае 1999 года в матче против «Ливерпуля» на «Энфилде». Своим первым голом в составе лондонцев Кинг вписал себя в историю Премьер-лиги: мяч в ворота «Брэдфорда» был забит через 10 секунд после стартового свистка. Ледли Кинг участвовал в финальном матче Кубка лиги, в котором «Тоттенхэм», победив «Челси», завоевал свой первый за 9 лет трофей.
В сезоне 2009/2010 выходил на поле, несмотря на травму колена. Кинг сумел два раза отличиться во внутреннем чемпионате — открыл счёт в поединке с «Портсмутом» и сравнял счёт в проигранном матче с «Манчестер Юнайтед».
19 июля 2012 года Ледли Кинг из-за хронических проблем с коленом принял решение завершить профессиональную карьеру. Он продолжил работать в «Тоттенхэме» в качестве посла клуба.

## В сборной
Дебютировал в сборной в марте 2002 года, в матче со сборной Италии. Участник чемпионата Европы 2004 года и участник чемпионата мира 2010 года.
11 мая 2010 года тренер английской сборной Фабио Капелло включил Кинга в предварительный состав сборной для участия в Чемпионате мира. 24 мая на стадионе «Уэмбли» Кинг ударом головой отрыл счёт в подготовительном товарищеском матче со сборной Мексикой, в котором англичане победили со счётом 3:1.
Ледли Кинг вошёл в окончательный состав сборной Англии на Чемпионате мира 2010 года и 12 июня участвовал в матче против сборной США, однако, получив травму, пропустил оставшиеся игры турнира.

## Достижения

### Командные достижения
«Тоттенхэм Хотспур»
- Обладатель Кубка Лиги: 1999, 2008

### Личные достижения
- Игрок месяца английской Премьер-лиги: сентябрь 2004